# Зрубна культурно-історична спільність

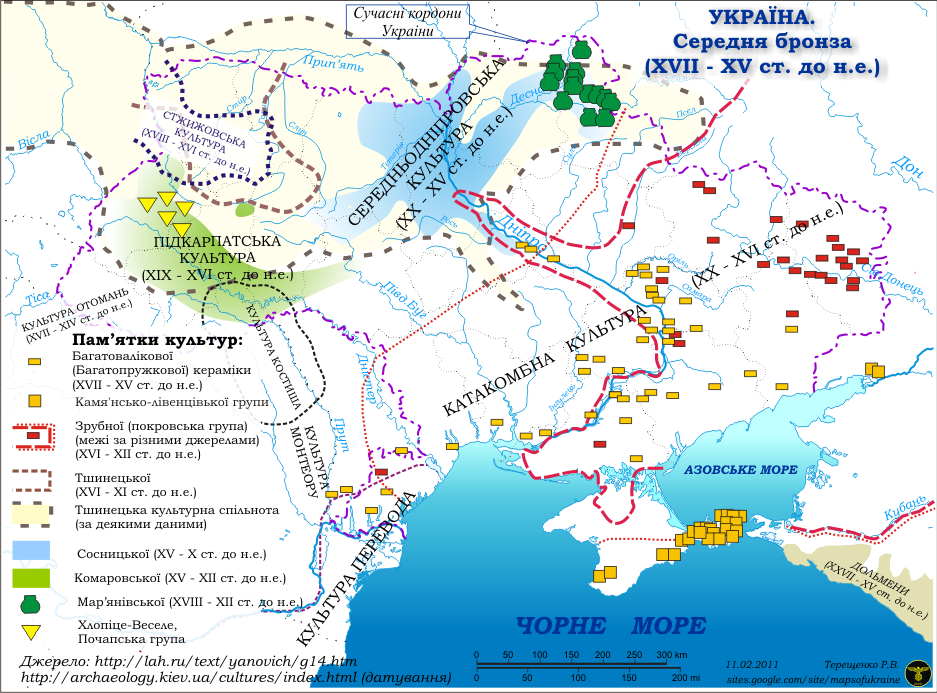

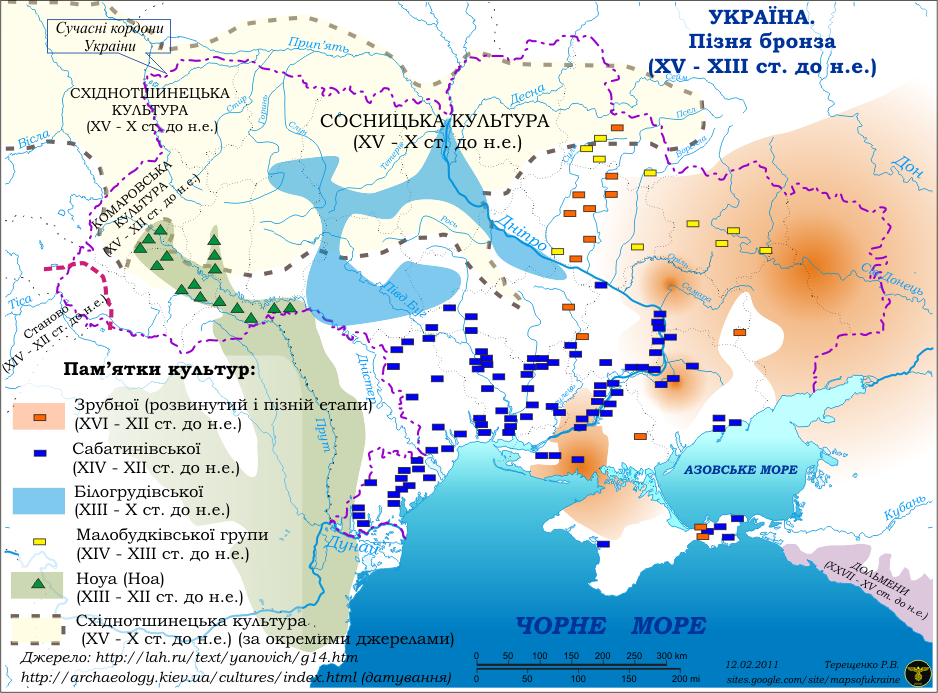

Зрубна культурно-історична спільність (зрубна КІС) — етнокультурне утворення доби пізньої бронзи (XVIII—XII ст. до н. е.), розповсюджене у степовій та лісостеповій смузі Східної Європи від Уралу на сході до річки Дніпро на заході, від річки Кама й правих приток Оки на півночі до азово-чорноморських степів на півдні.
Термін «спільність» означає, що тодішнє населення мало ряд загальних традицій, проте через велику територію розселення, взаємодії з іншими етнокультурними групами у різних краях мало специфіку культурних традицій.

## Історія дослідження
Першовідкривачем зрубної культури є В. О. Городцов, який в 1901—1903 роках у процесі дослідження курганних старожитностей Сіверського Дінця звернув свою увагу на поховання в дерев'яних рамах — зрубах. Саме за конструктивними особливостями поховальної споруди виділена ним культура отримала назву зрубної.
Концепцію походження культури від полтавкинських пам'яток Заволжя та міграції її на пізньому етапі розробила в середині 50-х років XX ст. О. О. Кривцова-Гракова. У 70-х роках М. Я. Мерперт та Є. М. Черних звернули свою увагу на локальні відмінності всередині зрубної культури і ввели поняття «зрубної культурно-історичної спільності», що відбивало її культурну строкатість. У 90-х роках В. В. Отрощенко розробив концепцію розвитку зрубної культурно-історичної спільності від сінташтинської, доно-волзької абашевської, бабинської культур та пам'яток Середнього Поволжя у процесі їхньої етнокультурної взаємодії.

## Господарство
Населення займалося скотарством, землеробством, бронзової металургією. Жило в поселеннях на берегах невеликих річок. Користувалося знаряддями праці та прикрасами з бронзи (ножі, шила, браслети та іншими), глиняним горшкоподібним й гострореберним посудом з геометричним орнаментом, прокресленими малюнками та знаками.

## Поховання
Похоронний обряд — поховання в курганах. Могильні ями перекриті плашками або колодами. Померлих клали в скорченому положенні, частіше на лівий бік, з кистями рук перед обличчям. Відомі випадки кремації.

## Варіанти культурно-історичної спільністі

### Покровська зрубна культура
Покровська зрубна культура (XVIII—XV вв. до н. э.) розповсюджена в степовій та лісостеповій смузі від Сіверського Дінця до Волги. Окремі пам'ятки представлені на Уралі.

#### Дослідження
Епонімною пам'яткою є Покровський могильник у саратовському Поволжі, який буд досліджений П. С. Риковим у 20-х рр. XX ст. у м. Покровськ (зараз Енгельс).
Виділена на початку 90-х рр. М. М. Маловим та О. В. Кузьміною як покровська культура.
Сформувалася на базі доно-волзької абашевської культури при безпосередньому впливі сінташтинської та пам'яток потаповського типу Середнього Поволжя.
Пам'ятки представлені поселеннями, могильниками, скарбами, копальнями, майстернями та випадковими поодинокими знахідками.

#### Поселення
Поселення розташовувались в безпосередній близькості від річок та невеликих підвищень. Найбільш досліджені поселення — Усове озеро, Ільїчівка, Янохине, Рубці, Проказине та с. Дмитрівка Бердянського району Запорізької області.
Житла — наземні, землянки та напівземлянки каркасно-стовпової конструкції з двосхилим або шатровим дахом. Стіни складені з дерну, деревини, рідко — каміння. У великих будівлях житлова частина частіше за все відокремлена від підсобно-господарської. Усередині жител розташовувалося один чи декілька вогнищ, ями, інколи колодязь.

#### Поховання
Поховальні пам'ятки представлені курганними та ґрунтовими могильниками. Розміщуються здебільшого на терасах або підвищеннях по берегам річок, рідше — на вододілах. Курганні могильники покровської культури включають невелику кількість насипів — від 2 до 15. Курганний насип зводився після здійснення останнього поховання. Кількість поховань у кургані варіює від 1 до 100. Поодинокі кургани та великі некрополі є рідкістю.
Померлих хоронили в підпрямокутних ямах, інколи у зрубах в скорченому стані, на лівому боці, у позі адорації, головою на північ. Як поховальний інвентар слугує посуд, рідше — зброя та прикраси. В могилах також фіксуються кістки тварин — залишки м'ясної їжі.
Найбільш досліджені могильники — Покровський, Староябалаклінський, Новопавловський.

#### Вироби
Керамічний комплекс культури репрезентований здебільшого гострореберними горщиками з геометричним орнаментом. Знаряддя праці та зброя з каменю представлена різноманітними сокирами та булавами, наконечниками стріл, скреблами, молотами, ножами, ковадлами, рудотертками та абразивами.
Відомі і прикраси — фаянсові намистини, жолобчатими скроневими підвісками та браслетами.
Широко розповсюджені вироби з кістки: псалії, шильця, лощила, проколки, голки, спиці, наконечники стріл.
Знаряддя з металу представлені сокирами, серпами, теслами та долотами, проколками, колодковими ножами з широким ромбічним перехрестям та кинджалами з прилитим руків'ям.
Розповсюджені також і прикраси з бронзи, сурми, золота: каблучки, скроневі кільця, бляшки, браслети.
Основу господарства носіїв покровської культури становило стійлове та відгінне скотарство.

#### Етнічна належність
Населення покровської зрубної культури в етнічному плані представляє індоіранську етнічну групу і мало певні ознаки індоарійського етносу на ранньому етапі її розвитку.

### Бережнівсько-маївська зрубна культура
Бережнівсько-маївська зрубна культура (XVII—XII ст. до н. е.) розповсюджена у степовій та лісостеповій смузі від Інгульця до Волги. Епонімними пам'ятками є Бережнівський курганний могильник у Надволжі та Маївський могильник поблизу с. Верхня Маївка Дніпровського району у Надпоріжжі. У 1970-х роках Н. К. Качаловою був виділений бережнівський тип пам'яток, а І. Ф. Ковальовою маївський. Спільні риси поховального обряду дозволили В. В. Отрощенко об'єднати два типи в окрему бережнісько-маївську культуру у складі зрубної культурно-історичної спільнсті. Ю. М. Бровендер виділяє у її середовищі степанівський тип пам'яток.
Сформувалася на базі бабинської та покровської зрубної культури.
Пам'ятки представлені поселеннями, курганними та ґрунтовими могильниками, копальнями, майстернями, скарбами та поодинокими випадковими знахідками.
Поселення розташовувались в безпосередній близькості від річок та невеликих підвищень.
Житла представлені землянками, напівземлянками та неземними будівлями з кам'яними підмурками стін. Для опалення жител використовували вогнища.

#### Могильники
Поховальні пам'ятки представлені курганними та ґрунтовими могильниками. Курганні некрополі розташовуються здебільшого на терасах або узвишшях по берегах річок, рідше — на вододілах. Включають невелику кількість насипів, як правило, з декількома досипками. Практикувалося спорудження довгих курганів. Померлих ховали здебільшого у підпрямокутних ямах, інколи у кам'яних скринях та зрубах в скорченому стані, на лівому боці, головою на схід. Відомі також і кремації. Ґрунтові могильники бережнівсько-маївської культури розташовуються здебільшого на терасах та на невеличких природних підвищеннях у заплаві — в безпосередній близькості від річок та синхронних їм поселень.
Поховання представлені інгумаціями та кремаціями. Поховання за обрядом інгумації здійснювалися у підпрямокутних ямах та кам'яних скринях. Поховань в зрубах на території ґрунтових могильників не зафіксовано. Кремації репрезентовані похованнями в посудинах-урнах та в невеликих ґрунтових ямках. Як поховальний інвентар слугує посуд, рідше трапляються вироби з металу.

#### Вироби
Кераміка представлена слоїками, горшкодібними та гострореберними посудинами з геометричним орнаментом у вигляді горизонтальних та похилих ліній, канелюр, зигзагів, ялинок та інших геометричних візерунків. Інколи на посудинах, здебільшого у верхній частині, зустрічається шнуровий орнамент та різноманітні знаки у вигляді хрестів, солярних знаків, прямокутників, схематичних антропоморфних та зооморфних зображень.
Ряд дослідників вбачає у них примітивне піктографічне письмо. Зміст цих знаків досі не розшифрований.
У похованнях також зустрічається й дерев'яний культовий посуд, інколи з бронзовими окуттями.
Знаряддя праці та зброя з каменю представлені різноманітними сокирами та булавами, скреблами, молотами, ножами, ковадлами, рудотертками й абразивами.
Широко розповсюджені вироби з кістки: псалії, шильця, лощила, проколки, голки, спиці, наконечники стріл. Знаряддя з металу репрезентовані сокирами, серпами, теслами та долотами, колодковими ножами з широким ромбічним перехрестям та кинджалами з прилитим руків'ям.
Розповсюджені і прикраси з металу: каблучки, скроневі сережки, підвіски з дроту. Основу господарства становило стійлове та відгінне скотарство, яке доповнювало землеробство. В етнічному плані носії бережнівсько-маївської культури представляють іраномовну групу індоєвропейської мовної сім'ї. Останнім часом активно ведеться наукова дискусія відносно верхньої хронологічної межі зрубної культурно-історичної спільності. Деякі дослідники подовжують її час існування до IX—VIII ст. до н. е.

## Господарство
Тип господарства носіїв зрубної культурно-історичної спільності базувався здебільшого на стійловому та відгінному скотарстві, яке у населення бережнівсько-маївської зрубної культури частково доповнювалось рільництвом. У Дніпро-Донецькому міжріччі виявлені поодинокі зерна культурних злаків, що свідчить про наявність заплавного рільництва у господарстві зрубних племен. У передкавказьких та прикаспійських степах та напівпустелях, можливо, практикувалось напівкочове скотарство. Тим не менш, основою господарства осілого зрубного населення епохи пізньої бронзи є стійлове та відгінне скотарство. Пріоритетним було розведення великої рогатої худоби, менший відсоток у стаді складали коні.

### Металургія
Важливу роль у господарстві населення зрубної культурно-історичної спільності займало гірничо-металургійне виробництво, яке базувалось на мідистих пісковиках Приуралля (Каргалинське родовище)) та Донецького кряжу (Бахмутське родовище), використовувались і рудо-прояви Середнього Поволжя.
Базове виробництво виробів з металу здебільшого базувалось у декількох селищах металургів-ливарників — Усово озеро (Подінців'я), Мосолівка (Подоння), Липовий Овраг (Середнє Поволжя), Горний 1 (Приуралля).
Вироби, необхідні для металообробки, представлені сокирами, молотами, молотками, рудотертками, плоскими та жолобчастими теслами та долотами, колодковими ножами з широким ромбічним перехрестям та кинджалами «зрубного» типу.
В пізньозрубний час зрубні ковалі опановують таємницю отримання кричного заліза, з якого кують перші поодинокі вироби, здебільшого невеликих розмірів та слабких за якістю виготовлення.
Зустрічаються прикраси з золота.

## Походження й поширення зрубної КІС
Зрубна культура сформувалася на території лісостепу й степу Надволжя. за бронзової доби до середини ІІ-го тисячоріччя до Р. Х..
Надалі культура просунулася на півдні до Надкаспію й Передкавказзя; на півночі, — до Пооччя й Надкам'я; на заході — до Наддніпрянщини; на сході — до Уралу.
Склалася, за версією однієї групи вчених, на основі давньоямної культурно-історичної спільності. За іншою — її носіями були переселенці з Кавказу, що принесли з собою деякі здобутки близькосхідних цивілізацій. Деякі дослідники навіть припускають, що в цей час у степах склалася своєрідна «кастова» система. В якій привілейованою верствою стала панівна верхівка прибульців, а упослідженою — піддані з місцевих мешканців.
У Середньому Надволжі зрубна культура вплинула на формування місцевих культур бронзової доби — поздняковської й приказанської культури. Ймовірно, на цей час припадає поява в угро-фінських мовах індоєвропейських слів, пов'язаних з тваринництвом та землеробством.

## Розвиток зрубної КІС
Рання та середня фази доби пізньої бронзи у Східній Європі збігаються зі сприятливими кліматичними умовами — здебільшого волога та тепла погода. Спостерігається різкий підйом виробничих форм господарства. Отже, у XVIII—XIII ст. до н. е. спостерігається максимальна щільність заселення усіх регіонів східноєвропейського степу та лісостепу. Народжується зрубна культурно-історична спільність, якій судилося завершити традицію утворення великих етнокультурних об'єднань у Східній Європі за доби бронзи.
Демографічний вибух у середовищі зрубної спільності, пік котрого припадає у лісостепу на XVI—XV ст. до н. е., а у степу на XIV—XIII ст. до н. е., призводить до виснаження природних ресурсів та розпаду зрубної культурно-історичної спільнсті.
Зміна кліматичних умов на суху та прохолодну погоду спільно з тотальним перенаселенням призвело до катастрофічних наслідків. Різко скорочується чисельність населення, що за археологічними даними фіксується у зменшенні кількості поселень і їх культурній трансформації.

## Наслідки зрубної КІС
Носії зрубної культурно-історичної спільності узяли безпосередню участь у формуванні білозерської та бондарихинської культури фінального етапу доби бронзи та справили помітний вплив на населення лісової смуги Східної Європи в особі поздняківської та приказанської культур.
|  |  |  |  |

## У Мордовії
На території Мордовії пам'ятки зрубної культури розташовані переважно у східних районах уздовж річок Велика Сарка, Інсар, Нуя, П'яна та інших. Курганні могильники виявлено у сіл Елховка, Кочкурово, Семіли, Піксясі, що були дослідженні у 1952 й 1969 роках; Алов, Атяшево Атяшевського району, Моревка, Старе Селище Великоігнатовського району, Тарасове та інші, що були дослідженні у 1979-82 роках. Поселення культури були виявлені у селах Аксьонова, Берсенєвка, Кіржемани, Макаровка Октябрського району міста Саранськ та інші.

## У Пензенській області
На території Пензенської області, як на півночі, так й на півдні відомі кургани й селища зрубної КІС. Ряд з них в різні роки досліджувалися у Башмаковському, Каменському, Пензенському, Наровчатському, Малосердобінському, Тамалінському районах.